# ديوانا بونر
ديوانا بونر (بالإنجليزية: DeWanna Bonner)‏ مواليد 21 أغسطس 1987، هي لاعبة كرة سلة أمريكية. بدأت مسيرتها الاحترافية في سنة 2009. تم اختيارها من قبل فريق فينيكس ميركوري خلال الدرافت. تلعب مع فينيكس ميركوري في دوري الاتحاد الوطني لكرة السلة النسائية. وتحمل الرقم 24. فازت بلقب دوري المحترفات.

## روابط خارجية
- ديوانا بونر على موقع الاتحاد الدولي لكرة السلة (الإنجليزية)
- ديوانا بونر على موقع الاتحاد الوطني لكرة السلة النسائية (الإنجليزية)
- ديوانا بونر على موقع كرة السلة الأوروبية.كوم (الإنجليزية)
- ديوانا بونر على موقع كلية كرة السلة في سبورتس رفرنس.كوم (الإنجليزية)
- ديوانا بونر على موقع بروبوليرز (الإنجليزية)
- ديوانا بونر على موقع سبورتس رفرنس (الإنجليزية)